# كاماغايا (تشيبا)
مدينة كاماغايا (بالإنجليزية: Kamagaya)‏ هي إحدى المدن التابعة لولاية تشيبا. تأسست رسميًا في 01/09/1971. ويقدر عدد سكانها بـ 104564 نسمة حسب تقدير مكتب الإحصاء الياباني لعام 2012. تبلغ مساحة كاماغايا 21.11 كم2. بكثافة سكانية تبلغ 4953 نسمة/كم2.

## أعلام
- بورتون واتسون
- كوسوكه كيتاني
- شيكتو ماسودا
- يوساكو مايزاوا